# Sontay (Schiff, 1908)
Die Sontay (I) war ein 1908 in Dienst gestelltes Passagierschiff der französischen Reederei Messageries Maritimes, das im Passagier- und Postverkehr von Marseille nach Fernost eingesetzt wurde. Am 16. April 1917 wurde das Schiff im Mittelmeer von einem deutschen U-Boot versenkt, wodurch 49 Passagiere und Besatzungsmitglieder ums Leben kamen.

## Das Schiff
Das 7.247 BRT große, aus Stahl gebaute Dampfschiff Sontay wurde auf der Werft Chantiers Navals de La Ciotat in der südfranzösischen Hafenstadt La Ciotat gebaut und lief am 1. Dezember 1907 in Anwesenheit des Reedereipräsidenten André Lebon vom Stapel. Das 141,35 Meter lange und 16 Meter breite Schiff wurde für den Passagier- und Postverkehr von Dünkirchen und Marseille nach Saigon und Hải Phòng gebaut. Es konnten 45 Passagiere in der Ersten, 194 in der Zweiten und 718 in der Dritten Klasse aufgenommen werden.
Die Sontay hatte einen Schornstein, zwei Masten und zwei Propeller und wurde von zwei Dreifachexpansions-Dampfmaschinen angetrieben, die 3.300 PS leisteten und eine Höchstgeschwindigkeit von 13 Knoten ermöglichten. Das Schiff hatte eine Tragfähigkeit von 8.000 Tonnen und eine Verdrängung von 13.500 Tonnen. Im Juni 1908 unternahm die Sontay ihre Jungfernfahrt. Im Jahr 1912 diente das äußere Design der Sontay als Vorlage für die Modernisierung der älteren Passagierschiffe Tourane und Tonkin.
Nach Ausbruch des Ersten Weltkriegs 1914 wurde die Sontay in den Kriegsdienst gestellt und beförderte fortan auch Truppen. Im April 1915 brachte sie beispielsweise Soldaten nach Neukaledonien. Auf Weisung des Armement Militaire des Bâtiments de Commerce (AMBC) wurde sie mit einer 90-mm-Kanone ausgerüstet. Im März 1916 brachte sie zusammen mit dem ehemaligen Passagierschiff Himalaya und dem französischen Kreuzer Latouche-Tréville 2.500 russische Soldaten von Dalian nach Marseille. Am 24. Dezember 1916 wurde die in einem Geleitzug nach Thessaloniki fahrende Sontay im Ionischen Meer von dem deutschen U-Boot UB 47 (Kapitänleutnant zur See Wolfgang Steinbauer) torpediert, aber nicht getroffen.

## Versenkung

Ein Rettungsboot mit Überlebenden der Sontay

Am Montag, dem 16. April 1917 befand sich die Sontay unter dem Kommando von Kapitän Alexandre Baptiste Joseph Mages mit 435 Passagieren und Besatzungsmitgliedern auf einer Überfahrt von Milo auf Sizilien nach Marseille. Unter den Passagieren befanden sich Soldaten des Heeres und der Marine.
Etwa 100 Seemeilen südöstlich von Malta (Position 35° 2′ N, 16° 28′ O) wurde die Sontay von U 33 gesichtet und torpediert. U 33 war ein deutsches U-Boot der Zweihüllen-Hochsee-Boot-Klasse, das sich unter dem Kommando des 33-jährigen Kapitänleutnants Gustav Sieß auf Feindfahrt befand. Das Schiff sank in sechs Minuten, wobei sieben Besatzungsmitglieder und 42 Passagiere ums Leben kamen, darunter Kapitän Mages und der zweite Kapitän Pierre Bergerot.
Die beiden Kanonenboote Moqueuse und Capricieuse nahmen jeweils 317 bzw. 69 Überlebende auf.